# Jüdischer Friedhof (Potsdam)

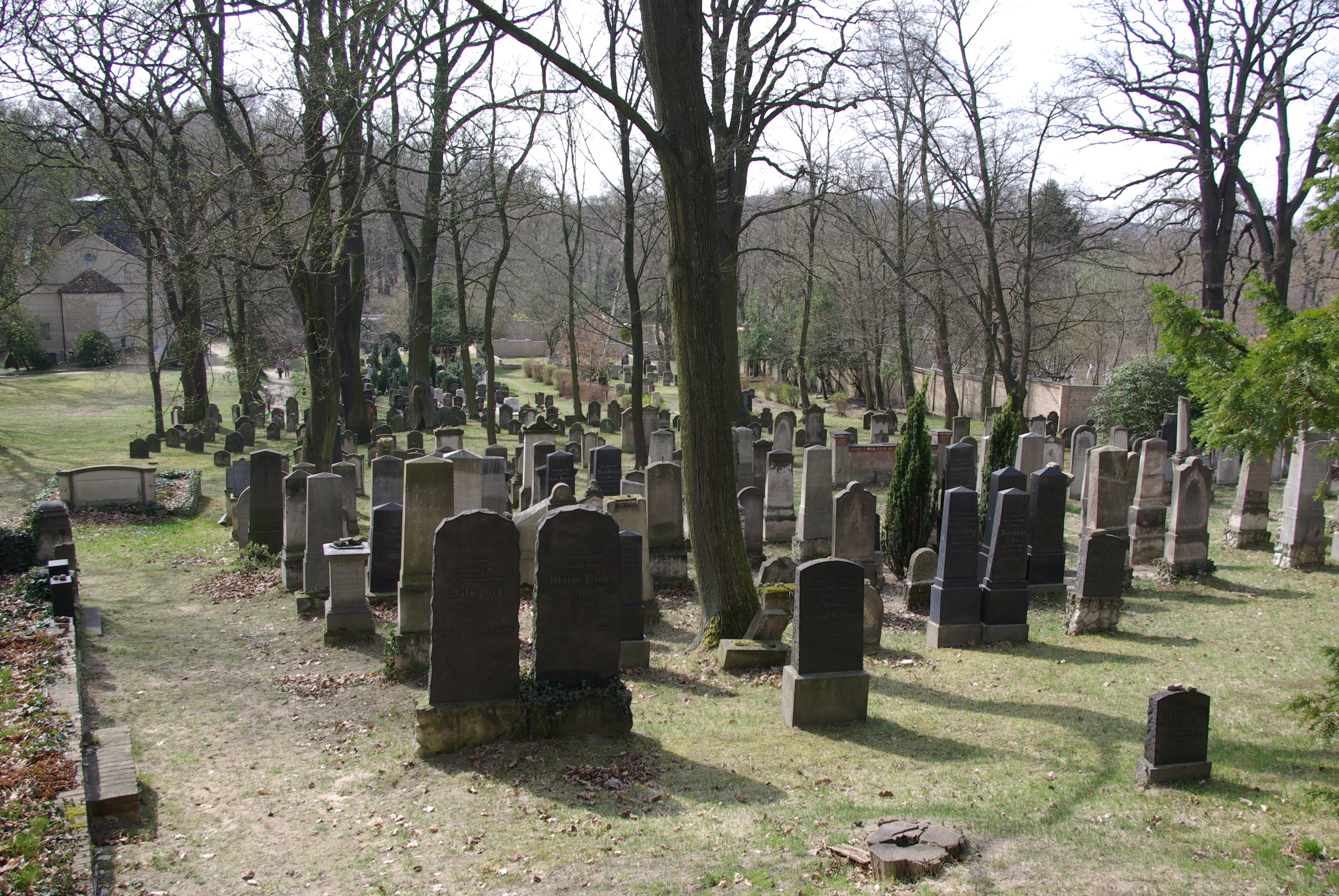
Jüdischer Friedhof in Potsdam

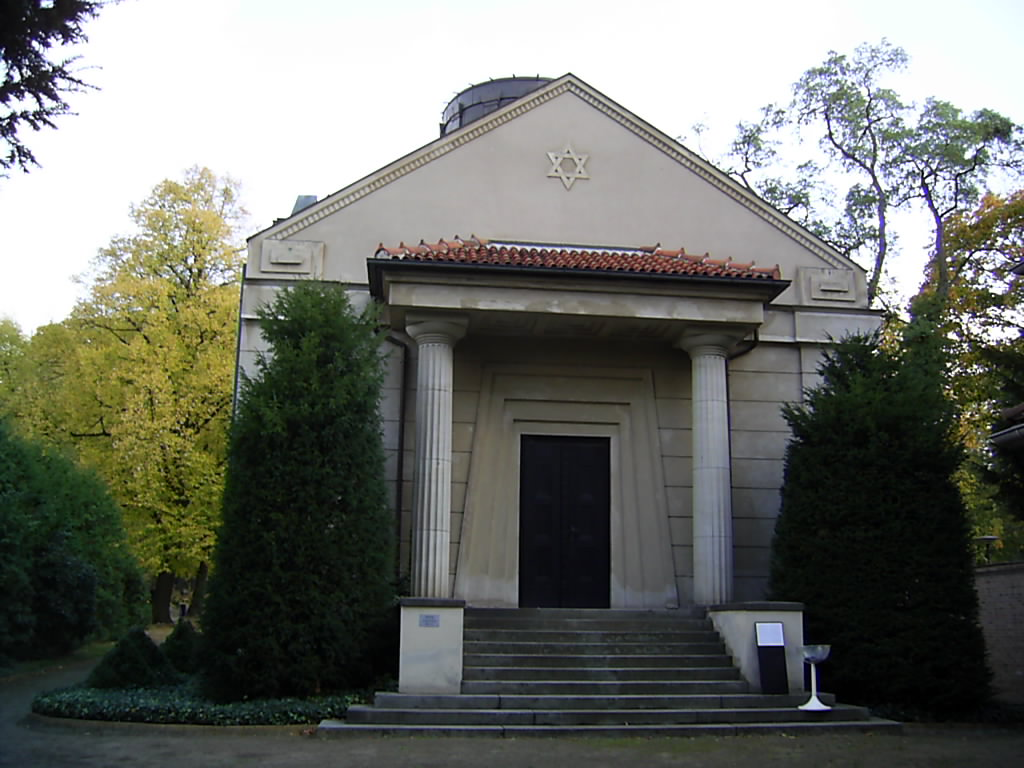
Trauerhalle

Der Jüdische Friedhof auf dem Pfingstberg in Potsdam, der Hauptstadt des Landes Brandenburg (Deutschland), wurde 1743 angelegt. Er liegt an der Puschkinallee 18, in der Nähe vom Belvedere und ist ein geschütztes Baudenkmal.
Dieser Jüdische Friedhof ist der einzige authentische Gedächtnisort, der vom Lebenszyklus der jüdischen Bevölkerung in der ehemaligen preußischen Residenz- und Garnisonstadt zeugt.

## Geschichte
- Der Jüdische Friedhof am damaligen Eichberg[1], ist seit dem 28. Oktober 1743 Begräbnisstätte. Der Eichberg wurde in Judenberg umbenannt. Friedrich II. schenkte den in Potsdam lebenden Juden ein Stück Land weit außerhalb der Stadt zur Anlage des Friedhofes. Das Gelände war damals nicht sinnvoll nutzbar, da es am Hang liegend und durch den Schwarzen Graben[2], der den Zugang oft überschwemmte, von der Stadt schlecht erreichbar war.
Bis dahin mussten die Verstorbenen der jüdischen Gemeinde Potsdam in der Regel zur Bestattung nach Berlin gebracht werden. Aus dem 18. Jahrhundert sind noch zahlreiche Grabsteine (Mazewot) vorhanden, der älteste ist aus dem Gründungsjahr.

- Im Laufe der Zeit wurde der Friedhof auf eine Fläche von 9.335 m² erweitert. Er war, wie alle jüdischen Friedhöfe, von Anfang an umzäunt. 1801 ersetzte den stets beschädigten Zaun eine Mauer, die zusätzlich durch die 38 Wandgrabanlagen reicher Potsdamer jüdischer Familien gestützt wurde. Ab 1817 trug die Anhöhe den heutigen Namen Pfingstberg, nachdem König Friedrich Wilhelm III. ein Grundstück mit einem Pavillon, dem Pomonatempel, ankaufte.

- Der Friedhof war schon früh antisemitischen Schändungen ausgesetzt. Ein erster Beleg dafür ist eine im Jahr 1801 am Friedhof aufgestellte polizeiliche Warnung, die Zerstörungen am Gebäude und an der Friedhofsmauer zukünftig unter Strafe stellte.[3]

- Das erste, einfache Leichenhaus wurde durch Neubauten 1856 und 1881 ersetzt. Die heute noch bestehende Trauerhalle (mit Taharahaus) und das kleine Wohnhaus für den Friedhofsgärtner wurden 1910/11 nach Plänen von Carl Börnstein[4] und Emil Kopp geschaffen.

- Für 1938 ist die Plünderung der Trauerhalle durch NS-Angehörige belegt. Es wurde auch versucht, das Gärtnerhäuschen in Brand zu stecken. Im Rahmen der Reichsmetall-Spende wurden ab 1940 von Grabanlagen fast sämtliche Metallteile demontiert.[5] 1943 wurde die Stadt beauftragt, das Gelände von einer damals eingesetzten Treuhandgesellschaft anzukaufen.
- 1948 stahlen Unbekannte aus einem Erbbegräbnis Urnen und zerstörten deren Asche auf dem Friedhof.

- Auch zu DDR-Zeiten gab es mehrere Überfälle auf den Friedhof, die aber nur zum Teil dokumentiert und daher kaum bekannt wurden. 1980 wurden unter Einsatz säurehaltiger Farbe 18 Grabmale mit NS-Symbolen beschmiert. Der Friedhof verwahrloste zu DDR-Zeiten und einige Gebäude wurden zweckentfremdet und damit entweiht. Die Verwendung der Trauerhalle als Möbellager wurde amtlich genehmigt.[6]

- An die Juden, die zwischen 1933 und 1943 aus Potsdam vertrieben wurden oder ihre Deportation in die Vernichtungslager nicht überlebten, erinnert im IV. Beerdigungsabschnitt ein großer Gedenkstein. An die jüdischen Gefallenen des Ersten Weltkrieges erinnert indes eine Gedenktafel in der Trauerhalle.

- 1977 wurde die Grabanlage in die Denkmalliste der Stadt Potsdam aufgenommen, seit 1999 ist sie Teil des UNESCO-Weltkulturerbes.

- Anfang der 1990er Jahre wurden rund 520 Grabstätten gezählt. Mittlerweile soll der Friedhof nahezu komplett mit Gräbern besetzt sein.

- Der Friedhof war mehrmals das Ziel rechtsextremistisch motivierter Anschläge. Im Jahr 2000 wurde ein mit einem Hakenkreuz versehenes Holzkruzifix zwischen zwei jüdischen Grabsteinen platziert.[7] Im Januar 2001 wurde ein Brandanschlag auf die Trauerhalle verübt.[8] Der ehemalige Brandenburger Generalstaatsanwalt Erardo Rautenberg äußerte im November 2016 den Verdacht, der brandenburgische Verfassungsschutz könnte in die Tat verwickelt sein.[9]